# Едвард Робінсон (вчений)
Едвард Робінсон (англ. Edward Robinson; 1794—1863) — американський біблійний богослов-екзегет, археолог, географ і перекладач, засновник біблійної географії як наукової дисципліни. Член Американської академії мистецтв і наук.
В 1828 році одружився з письменницею Терезою Альбертіною Луїзою Якоб, дочкою харківського професора Людвіга Генріха фон Якоба (Jakob), відомою під псевдонімом Talvj (1797—1870).